# Harry Nelles
Heribert „Harry“ Nelles (* 13. Februar 1918 in Remagen oder Köln; † 20. September 1986 in Köln) war ein deutscher Fußballspieler.
Nelles gehörte zu den Spielern, die am 15. Februar 1948, zwei Tage nach der Gründung des 1. FC Köln, in dessen ersten Spiel in der Startelf standen. Bei dem 8:2-Sieg gegen Nippes 1912 stand Nelles im Tor.
Nelles spielte bis 1953 für den 1. FC Köln und war auch maßgeblich am Aufstieg in die Oberliga West im Jahre 1949 beteiligt. Dort kam er noch fünfmal zum Einsatz.

## Statistik
| Landesliga                             | 24 Spiele |
| Oberliga West                          | 5 Spiele  |
| Endrunde um die Deutsche Meisterschaft | 1 Spiel   |

## Erfolge
- 1949 Aufstieg in die Oberliga West